# Saison 8 de Mon oncle Charlie
Chronologie
Saison 7 Saison 9
Cet article présente la huitième saison de la série télévisée Mon oncle Charlie (Two and a Half Men).
Le 22 décembre 2010, la série est classée en dixième position des 10 programmes télévisée les plus vus de l'année 2010.
Cette saison est la dernière de Charlie Sheen (Charlie Harper) congédié de la série pour conduite inacceptable envers les producteurs et les équipes.

## Synopsis
Charlie Harper est un compositeur de jingles publicitaires à succès qui mène une vie de riche célibataire : maison sur la plage de Malibu, voiture de luxe, innombrables conquêtes féminines… Mais un beau jour, son frère Alan, chiropracteur un peu coincé, se sépare de sa femme et débarque avec Jake, son fils âgé d'une dizaine d'années. Ce qui, au départ, ne devait être qu'un hébergement temporaire se transforme en cohabitation qui bouleverse l'univers de Charlie.

## Distribution

### Acteurs principaux
- Charlie Sheen (VF : Olivier Destrez) : Charlie Harper
- Jon Cryer (VF : Lionel Tua) : Alan Harper
- Angus T. Jones (VF : Alexandre Nguyen) : Jake Harper
- Conchata Ferrell (VF : Elisabeth Margoni) : Berta
- Holland Taylor (VF : Maaike Jansen) : Evelyn Harper
- Marin Hinkle (VF : Elisabeth Fargeot) : Judith Harper

### Acteurs récurrents
- Courtney Thorne-Smith (VF : Véronique Alycia) : Lyndsey MacElroy (épisodes 1 à 4, 9, 11 à 13)
- Graham Patrick Martin (VF : Thomas Sagols) : Eldridge MacElroy (épisodes 1 à 4, 10, 12, 14)
- Ryan Stiles (VF : Patrice Dozier) : Herb Melnick (épisodes 1, 4, 11, 13, 15)
- Melanie Lynskey (VF : Natacha Muller) : Rose (épisodes 7, 14 à 16)

### Invités
- Kelly Stables (VF : Sophie Froissard) : Melissa (épisodes 2 et 3)
- J. D. Walsh (VF : Denis Laustriat) : Gordon (épisodes 4 et 15)
- Judd Nelson (VF : Eric Legrand) : Chris MacElroy (épisodes 4 et 9)
- Liz Vassey (VF : Marjorie Frantz) : Michelle (épisodes 6 et 7)
- Martin Mull (VF : Michel Prud'homme) : Russell (épisode 8)
- Macey Cruthird (VF : Bénédicte Rivière) : Megan (épisode 8)
- Carl Reiner (VF : Jean-Claude Sachot) : Marty Pepper (épisode 10)
- Jenny McCarthy (VF : Vanina Pradier) : Courtney (épisodes 10 à 12)
- Jane Lynch: Dr. Linda Freeman (épisode 12)
- Jim Marshall : Jim (épisode 12)

## Épisodes

### Épisode 1:Trois filles et un mec circoncis
- États-Unis /  Canada : 20 septembre 2010 sur CBS / /A\[1]

- États-Unis : 14,65 millions de téléspectateurs[2]
- Canada : 1,326 million de téléspectateurs[3]

- Amanda Gallo (Tiffany)
- Cait Baunoch (Joanne)

### Épisode 2:Une bouteille de vin et un marteau-piqueur
- États-Unis /  Canada : 27 septembre 2010 sur CBS / /A\

- États-Unis : 13,92 millions de téléspectateurs[4]

- Kelly Stables (Melissa)
- Jim Grollman (Cashier)
- Rodney J. Hobbs (Locksmith)
- Jesse Mackey (Larry)

### Épisode 3:Du beurre sous une couche de cactus
- États-Unis /  Canada : 4 octobre 2010 sur CBS / /A\

- États-Unis : 14,37 millions de téléspectateurs[5]

- Kelly Stables (Melissa)

### Épisode 4:Une pute, une pute, une pute...
- États-Unis /  Canada : 11 octobre 2010 sur CBS / /A\

- États-Unis : 13,47 millions de téléspectateurs[6]
- Canada : 1,376 million de téléspectateurs[7]

- J. D. Walsh (Gordon)
- Judd Nelson (Chris)
- Katrina Nelson (Silent Betty)

### Épisode 5:L'immortel M. Billy Joel
- États-Unis /  Canada : 18 octobre 2010 sur CBS / /A\

- États-Unis : 13,54 millions de téléspectateurs[8]
- Canada : 1,185 million de téléspectateurs[9]

- Steve Hytner (Dr Schenkman)
- Erinn Hayes (Gretchen)
- Sara Sanderson (Kendra)

### Épisode 6:Ça ne t'a pas empêché d'agiter ta baguette magique
- États-Unis /  Canada : 25 octobre 2010 sur CBS / /A\

- États-Unis : 13,77 millions de téléspectateurs[10]
- Canada : 1,267 million de téléspectateurs[11]

- Liz Vassey (Michelle)
- Krista Kalmus (Shauna)

### Épisode 7:La gazette des grognasses à la masse
- États-Unis /  Canada : 1er novembre 2010 sur CBS / /A\

- États-Unis : 13,64 millions de téléspectateurs[12]

- Liz Vassey (Michelle)
- Tom Virtue (Minister)

### Épisode 8:Le bonheur au bout d'un stick
- États-Unis /  Canada : 8 novembre 2010 sur CBS / /A\

- États-Unis : 13,63 millions de téléspectateurs[13]

- Martin Mull (Russell)
- Nadia Bjorlin (Jill)
- Macey Cruthird (Megan)

### Épisode 9:Si un jour tu veux t'éclater en Centrafrique
- États-Unis /  Canada : 15 novembre 2010 sur CBS / /A\

- États-Unis : 14,25 millions de téléspectateurs[14]

- Judd Nelson (Chris)
- Tonita Castro (Esmerelda (Berta's replacement))
- Jeff Staron (Barista)

### Épisode 10:Aïe, aïe, t'arrêtes pas
- États-Unis /  Canada : 22 novembre 2010 sur CBS / /A\

- États-Unis : 14,39 millions de téléspectateurs[15]
- Canada : 1,234 million de téléspectateurs[16]

- Carl Reiner (Marty)
- Jenny McCarthy (Courtney)
- Jamal Duff (James)

### Épisode 11:Mort sous la ceinture
- États-Unis /  Canada : 6 décembre 2010 sur CBS / CTV

- États-Unis : 13,41 millions de téléspectateurs[17]
- Canada : 1,837 million de téléspectateurs[18]

- Jenny McCarthy (Courtney)
- Chris Delfosse (Gang Banger)
- Debra D. Holt (Overweight Woman)
- Joseph Griffo (Little Person)
- Jim Lau (Chinese Man)

### Épisode 12:Chocolats Diddlers ou mon petit chien est mort
- États-Unis /  Canada : 13 décembre 2010 sur CBS / CTV

- États-Unis : 13,95 millions de téléspectateurs[19]
- Canada : 2,237 millions de téléspectateurs[20]

- Jane Lynch (Dr Freeman)
- Jenny McCarthy (Courtney)
- Desi Lydic (Veronica)
- Valery Ortiz (Tracy)
- Jim Marshall (Jim)

### Épisode 13:Sconse, merde de chien et ketchup
- États-Unis /  Canada : 3 janvier 2011 sur CBS / CTV[21]

- États-Unis : 15,36 millions de téléspectateurs[22]
- Canada : 1,664 million de téléspectateurs[23]

- Anna Easteden (Wanda)
- JJ Snyder (Terry)

### Épisode 14:Des sous-marins japonais
- États-Unis /  Canada : 17 janvier 2011 sur CBS / CTV

- États-Unis : 15,56 millions de téléspectateurs[24]
- Canada : 2,266 millions de téléspectateurs[25]

- Lorsque Jake et Eldrige font leurs vidéos, l'émission Jackass est cité comme référence.
- Des sous-marins japonais est le premier de trois épisodes successifs dans lesquels Charlie Sheen semble considérablement émacié et négligé[26].

### Épisode 15:Trois putes et un cheeseburger
- États-Unis /  Canada : 7 février 2011 sur CBS / CTV

- États-Unis : 15,15 millions de téléspectateurs[27]
- Canada : 2,285 millions de téléspectateurs[28]

- J. D. Walsh (Gordon)

### Épisode 16:Ce diable de prêtre
- États-Unis /  Canada : 14 février 2011 sur CBS / CTV

- États-Unis : 14,51 millions de téléspectateurs[29]
- Canada : 2,405 millions de téléspectateurs[30]

- Dakin Matthews (Father Shaunassey)